# Поперечнополосатый полоз
Поперечнополосатый полоз (лат. Platyceps karelini) — вид змей из семейства ужеобразных.

## Описание
Тело тонкое, сверху светло-пепельного цвета с желтоватым или коричневатым оттенками. На спинной стороне туловища имеется продольный ряд из чёрных пятен, ближе к хвосту они становятся меньше. Длина тела до 100 см. Чешуя гладкая с двумя вдавлениями. Морда на конце заострённая. На висках чёрноватое пятно, идущее от внешнего края теменного щитка до края рта. Брюхо светлое, без рисунка, на нём от 192 до 220 щитков. Чешуя гладкая с двумя ямками.

## Экология

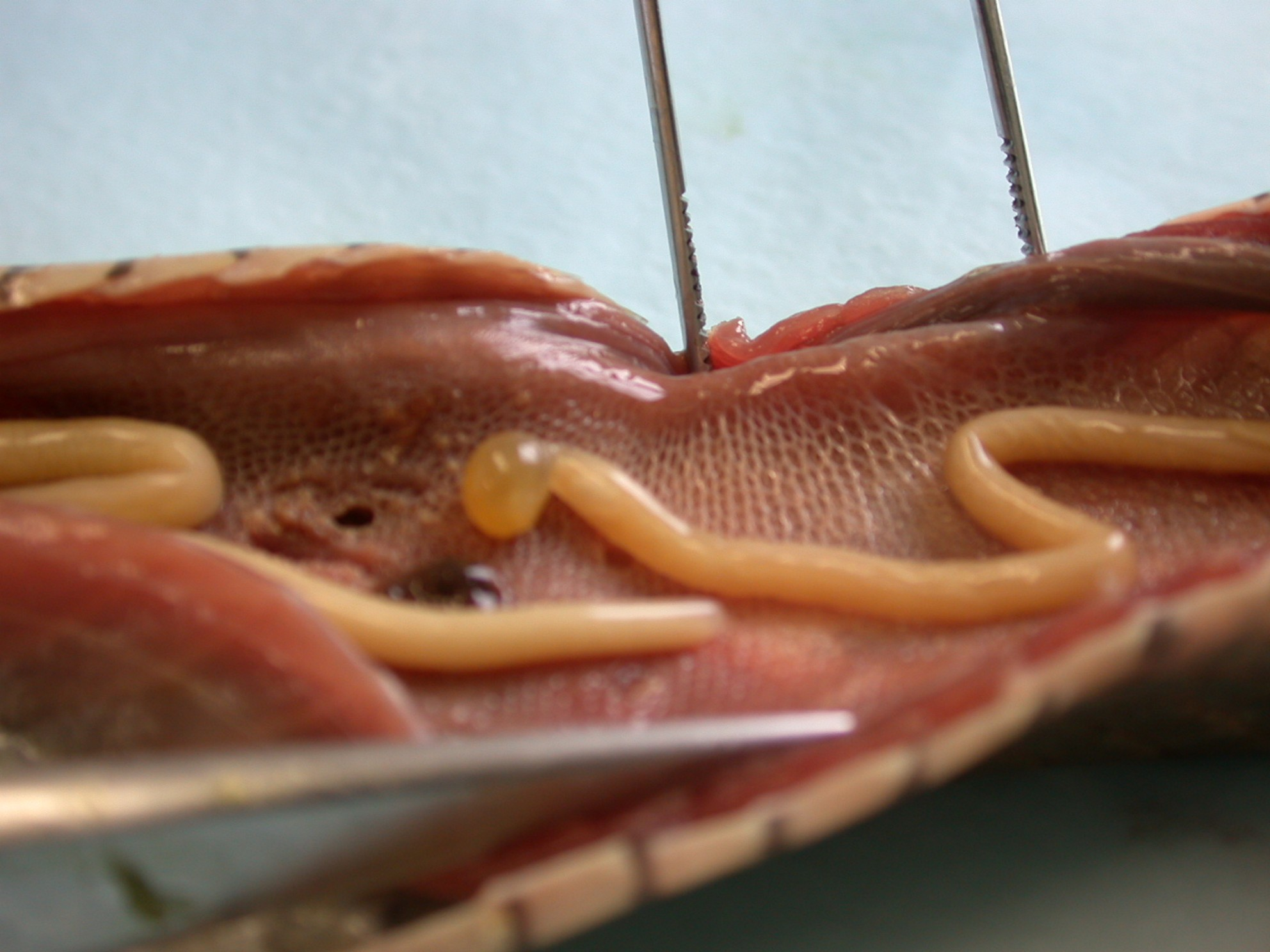
Паразит поперечнополосатого полоза Porocephalus crotali

Встречается в глинистых и песчаных пустынях, окраинах такыров, щебнистых равнинах, закреплённых и полузакреплённых песках с саксаулом, верблюжьей колючкой и осокой песчаной. Часто обнаруживается по долинам рек на лёссовых обрывах и по склонам оврагов. Убежищами змей являются трещины и промоины в почве. В горных районах поселяется до высоты 1600—1800 м над уровнем моря. Питаются различными ящерицами. В желудках обнаружены быстрая ящурка, гребнепалый геккон, сцинковый геккон, каспийский геккон, туркестанский геккон, гладкий геккончик, пискливый геккончик, песчаная круглоголовка, ушастая круглоголовка, золотистая мабуя. Самка откладывает в июне от четырёх до девяти сильно вытянутых яиц. Ширина яйца 8—10 мм, длина яйца 25—30 мм. Естественными врагами являются лисицы. В теле полоза паразитирует Porocephalus crotali (Humboldt, 1812). В кишечном тракте Platyceps karelini найдены непатогенные для змей инфузории рода Nyctotherus и нематоды отряда Oxyurida.

## Распространение
Ареал вида охватывает восток Ливию (Киренаика), Египет, Израиль, Иорданию, юг Сирии, Ирак, северо-восток Турции, Иран, Афганистан, Пакистан (Белуджистан), Индию, Среднюю Азию (юг Казахстана, Узбекистан, Кыргызстан, Таджикистан, Туркменистан).

## Классификация
Выделяют несколько подвидов. Статус некоторых из них является предметом дискуссий. Номинативный подвид Platyceps karelini karelini (Brandt, 1838), описанный из западного Туркменистана (старое русло реки Узбой), обитает в Средней Азии, Афганистане и Пакистане. Подвид Platyceps karelini chesneii (Martin, 1838) отмечен в Турции и Иране. Подвид Platyceps karelini rogersi (Anderson, 1893) рассматривался как вариация вида Platyceps ventromaculatus (Gray, 1834), а потом перенёсен в состав вида Platyceps karelini. Он встречается от востока Ливии до юга Сирии, Иордании и Ирака. Этот подвид включён список угрожаемых видов МСОП в ранге самостоятельного вида и ему присвоен статус LC (Вызывающие наименьшие опасения). Platyceps karelini mintonorum (Mertens, 1969), обитающий в Пакистане, Афганистане и Индии, рассматривают иногда как самостоятельный вид Platyceps mintonorum (Mertens, 1969). Номинативный подвид образует гибриды с Platyceps rhodorachis.